# Diocesi di Abakaliki
La diocesi di Abakaliki (in latino Dioecesis Abakalikiensis) è una sede della Chiesa cattolica in Nigeria suffraganea dell'arcidiocesi di Onitsha. Nel 2022 contava 648.000 battezzati su 2.410.000 abitanti. È retta dal vescovo Peter Nworie Chukwu.

## Territorio
La diocesi comprende lo stato nigeriano di Ebonyi.
Sede vescovile è la città di Abakaliki, dove si trova la cattedrale di Santa Teresa.
Il territorio è suddiviso in 174 parrocchie.

## Storia
La diocesi è stata eretta il 1º marzo 1973 con la bolla Inter tot acerbitates di papa Paolo VI, ricavandone il territorio dalla diocesi di Ogoja.

## Cronotassi dei vescovi
Si omettono i periodi di sede vacante non superiori ai 2 anni o non storicamente accertati.
- Thomas McGettrick, S.P.S. † (1º marzo 1973 - 19 febbraio 1983 ritirato)
- Michael Nnachi Okoro (19 febbraio 1983 - 6 luglio 2021 ritirato)
- Peter Nworie Chukwu, dal 6 luglio 2021

## Statistiche
La diocesi nel 2022 su una popolazione di 2.410.000 persone contava 648.000 battezzati, corrispondenti al 26,9% del totale.
| anno | popolazione | popolazione | popolazione | presbiteri | presbiteri | presbiteri | presbiteri                | diaconi | religiosi | religiosi | parrocchie |
| anno | battezzati  | totale      | %           | numero     | secolari   | regolari   | battezzati per presbitero | diaconi | uomini    | donne     | parrocchie |
| ---- | ----------- | ----------- | ----------- | ---------- | ---------- | ---------- | ------------------------- | ------- | --------- | --------- | ---------- |
| 1980 | 133.252     | 1.240.000   | 10,7        | 29         | 15         | 14         | 4.594                     |         | 14        | 36        | 20         |
| 1990 | 165.000     | 1.340.000   | 12,3        | 38         | 26         | 12         | 4.342                     |         | 12        | 55        | 28         |
| 1999 | 248.750     | 1.723.000   | 14,4        | 58         | 53         | 5          | 4.288                     |         | 9         | 75        | 42         |
| 2000 | 269.920     | 1.772.000   | 15,2        | 58         | 53         | 5          | 4.653                     |         | 9         | 79        | 43         |
| 2001 | 291.350     | 1.676.000   | 17,4        | 58         | 56         | 2          | 5.023                     |         | 6         | 92        | 45         |
| 2002 | 290.000     | 1.675.000   | 17,3        | 66         | 61         | 5          | 4.393                     |         | 10        | 85        | 48         |
| 2003 | 310.000     | 1.675.000   | 18,5        | 69         | 65         | 4          | 4.492                     |         | 11        | 86        | 50         |
| 2004 | 331.000     | 1.675.000   | 19,8        | 72         | 69         | 3          | 4.597                     |         | 10        | 88        | 55         |
| 2005 | 351.950     | 1.717.000   | 20,5        | 84         | 79         | 5          | 4.189                     |         | 12        | 92        | 64         |
| 2006 | 374.680     | 1.769.000   | 21,2        | 91         | 90         | 1          | 4.117                     |         | 8         | 129       | 74         |
| 2011 | 469.970     | 2.024.000   | 23,2        | 112        | 112        |            | 4.196                     |         | 9         | 165       | 92         |
| 2012 | 484.720     | 2.071.000   | 23,4        | 124        | 124        |            | 3.909                     |         | 9         | 185       | 105        |
| 2015 | 541.610     | 2.204.000   | 24,6        | 140        | 140        |            | 3.868                     |         | 3         | 162       | 126        |
| 2018 | 599.820     | 2.571.465   | 23,3        | 161        | 150        | 11         | 3.725                     |         | 17        | 169       | 140        |
| 2020 | 621.260     | 2.544.970   | 24,4        | 182        | 171        | 11         | 3.413                     |         | 18        | 235       | 152        |
| 2022 | 648.000     | 2.410.000   | 26,9        | 205        | 194        | 11         | 3.160                     |         | 18        | 214       | 174        |